# Avenida da Liberdade de Imprensa
Die Avenida da Liberdade de Imprensa (port. für „Allee der Pressefreiheit“, ehemals Rua 15 de Outubro) ist eine Straße im Zentrum der osttimoresischen Landeshauptstadt Dili.

## Verlauf
Die Avenida da Liberdade de Imprensa beginnt am Kreisverkehr am Mercado Municipal, wo von Norden die Avenida Xavier do Amaral, vom Westen die Rua de Caioli und vom Süden Avenida Bispo Medeiros aufeinander treffen. Im Zentrum steht das Denkmal von Francisco Xavier do Amaral, dem ersten Präsidenten Osttimors. Die Avenida da Liberdade de Imprensa verlässt den Kreisverkehr in Richtung Ostnordost, vorbei am Nationalstadion von Osttimor. Sie durchquert zunächst den Suco Santa Cruz, bis er im Süden vom Suco Bemori und ab der Rua de Bé-Mori im Norden vom Suco Acadiru Hun abgelöst wird. Die Avenida da Liberdade de Imprensa endet am Fluss Mota Bidau, wo sie nach der Brücke von der Avenida de Becora abgelöst wird.